# Hildegarda (jméno)
Hildegarda je ženské jméno skandinávského původu. Pochází ze slov hild (válka) a gard (ohrada). Svátek slaví dne 17. září, společně se jménem Naděžda.
S větší hustotou než kdekoliv jinde se jméno vyskytuje v okolí Hlučína a Kravařů. 65,41 % všech nositelek žije v Moravskoslezském kraji.

## Domácké podoby
Mezi domácké podoby křestního jména Hildegarda patří Hilda, Garda, Hilduška, Hildinka, Garduška a Gardinka.

## Obliba jména
Jméno Hildegarda se již mezi novorozenými dívkami v Česku vůbec nevyskytuje. K roku 2016 činil průměrný věk nositelek 79 let. Nejvíce oblíbené bylo jméno do první poloviny 40. let 20. století. Nejvíce živých nositelek (76) se narodilo v roce 1941, od tohoto roku nastal prudký pokles, např. v roce 1946 se již narodily pouze dvě nositelky. Jméno se již od druhé poloviny 40. let 20. století vyskytovalo sporadicky, od roku 1976 v podstatě vymizelo. Nejmladší nositelka se narodila v roce 1999, ve 21. století již žádná dívka toto jméno nedostala.
Následující tabulka vývoje počtu nositelek mezi lety 2010 až 2016 dokazuje, že počet žijících nositelek prudce klesá, ještě před rokem 2013 jich v Česku žilo více než tisíc. Celkový pokles během těchto sedmi let činí −33,86 %, jméno tak patří mezi ženská jména s největším poklesem za tuto dobu (větší pokles zažilo pouze jméno Aloisie).
| Rok  | Počet nositelek | Změna oproti předchozímu roku |
| ---- | --------------- | ----------------------------- |
| 2010 | 1 320           | –                             |
| 2011 | 1 179           | −10,68 %                      |
| 2012 | 1 107           | −6,11 %                       |
| 2013 | 1 046           | −5,51 %                       |
| 2014 | 990             | −5,35 %                       |
| 2015 | 930             | −6,06 %                       |
| 2016 | 873             | −6,13 %                       |

## Významné osobnosti
- Hildegarda – franská královna žijící v 8. století
- Hildegarda Luisa Bavorská – bavorská princezna
- Hildegarda z Bingenu – německá křesťanská mystička
- Hildegarda Burgundská – akvitánská a gaskoňská vévodkyně
- Hildegard Burjan – rakouská sociální politička
- Hildegard Falck – německá atletka
- Hildegarde Hoyt Swiftová – americká spisovatelka
- Hildegard Körnerová – německá atletka
- Hildegard Lächertová – německá dozorkyně v koncentračních táborech
- Hildegard Lehnertová – německá malířka, fotografka a spisovatelka
- Hildegarda Niedobová – česká politička